# Abdullah Ali Sultan
Abdullah Ali Sultan Ahmed (1 de outubro de 1963) é um ex-futebolista emiratense, que atuava como meia.

## Carreira
Abdullah Ali Sultan integrou a histórica Seleção Emiratense de Futebol da Copa do Mundo de 1990. 